# نادژدا گئورگیان
نادژدا بوریسی گئورگیان (ارمنی: Նադեժդա Բորիսի Գևորգյան؛ انگلیسی: N. Gevorgyan; زاده ۷ دسامبر ۱۹۱۰ – درگذشته ۲۸ دسامبر ۱۹۷۳) یک بازیگر اهل ارمنستان بود. وی بین سال‌های ۱۹۳۵ تا ۱۹۶۰ میلادی فعالیت می‌کرد.

## زندگی‌نامه
وی در ۷ دسامبر ۱۹۱۰ به دنیا آمد و از en:Moscow Chamber Musical Theatre فارغ‌التحصیل شد.  وی در ۲۸ دسامبر ۱۹۷۳ در سن ۶۳ سالگی در مسکو درگذشت و در en:Vvedenskoye Cemetery به خاک سپرده شد.

## گزیده فیلمشناسی
از فیلم‌ها یا برنامه‌های تلویزیونی که وی در آن نقش داشته‌است می‌توان به زاره، پپو اشاره کرد.